# Nornalupia
Nornalupia is een geslacht van kevers uit de familie van de loopkevers (Carabidae). De wetenschappelijke naam van het geslacht is voor het eerst geldig gepubliceerd in 2002 door Boris Mikhailovich Kataev.

## Soorten
Het geslacht Nornalupia is monotypisch en omvat slechts de volgende soort:
- Nornalupia megacephala Kataev, 2002